# Mariane Bargiel
Mariane Bargiel, geschiedene Wieck, geborene Tromlitz (* 17. Mai 1797 in Greiz; † 10. März 1872 in Berlin), war eine deutsche Pianistin, Sängerin (Sopran), Klavierlehrerin und die Mutter von Clara Schumann (1819–1896).

## Leben

### Kindheit und musikalische Ausbildung
Mariane Tromlitz war die erstgeborene Tochter des Kantors, Musiklehrers und Komponisten George Christian Gotthold Tromlitz (1765–1825) und seiner Frau Christiana Friederica geb. Carl (1766–1830). Als Geschwister wurden geboren: Georg Wilhelm Tromlitz (1799–1801) und Emilie (1802–1885), verheiratete Carl. Marianes Großvater war der berühmte Flötenvirtuose und Flötenbauer Johann Georg Tromlitz (1725–1805). Ihre erste musikalische Ausbildung erhielt Mariane zunächst von ihrem Vater, später wurde sie Schülerin von Friedrich Wieck (1785–1873). Ihr erstes öffentliches Konzert gab Mariane Tromlitz im Alter von 15 Jahren am 10. März 1813 im Gesellschaftshaus in Plauen; aufgeführt wurde das Klavierquartett des Mozart-Schülers Anton Eberl (1765–1807).

### Leipzig

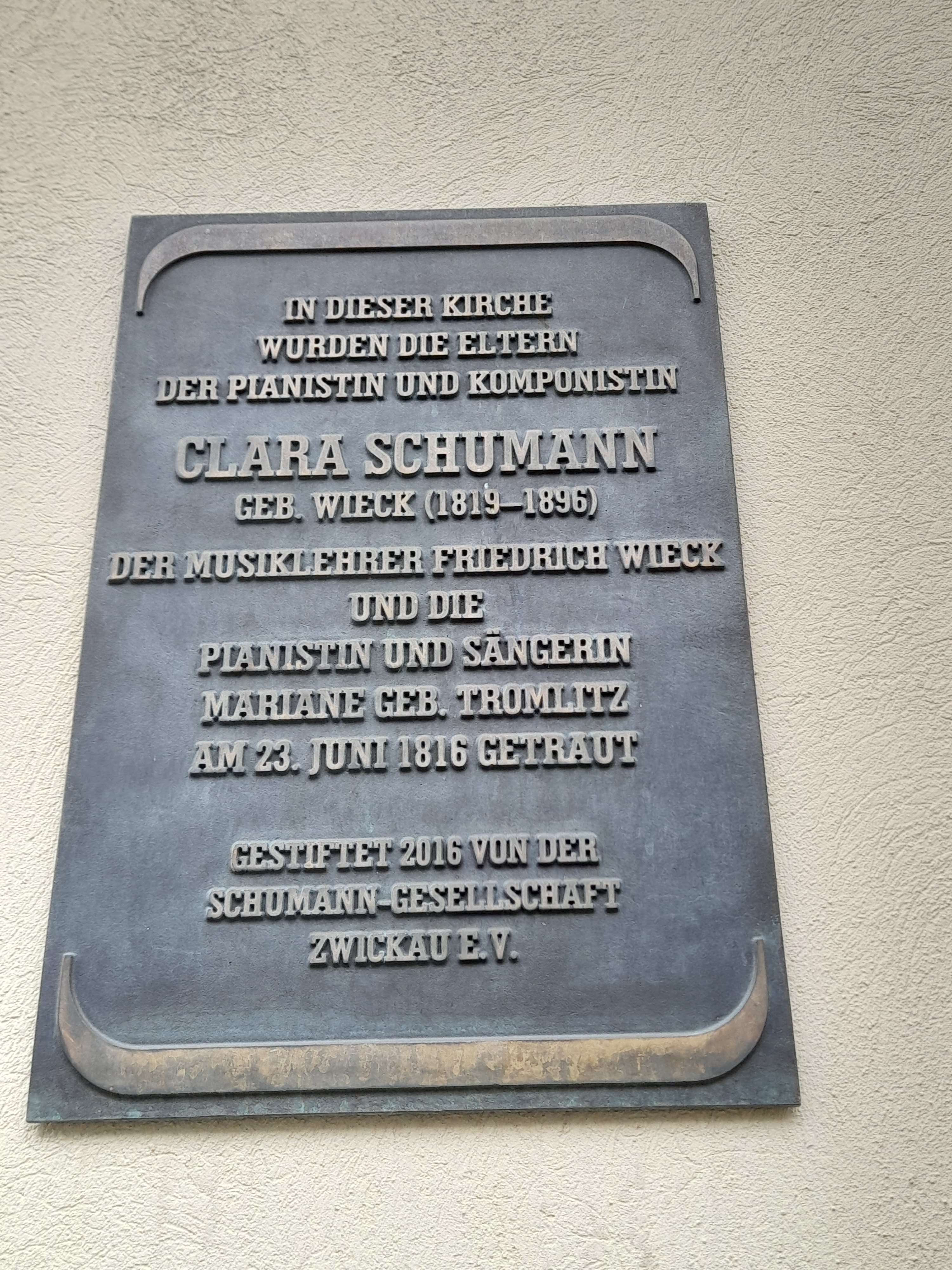
Stephanuskirche Oberlosa, Infotafel Traukirche der Eltern von Clara Schumann, geb. Wieck

Mariane heiratete am 23. Juni 1816 ihren Lehrer Friedrich Wieck in Oberlosa/Vogtland; gemeinsam lebten sie in Leipzig. Während der ersten Ehejahre trat Mariane erfolgreich als Pianistin und Sängerin auf und war neben ihrer Konzerttätigkeit auch als Klavierlehrerin tätig. Am 18. Oktober 1821 debütierte sie im Gewandhaus als Pianistin mit dem Klavierkonzert in Es-Dur von Ferdinand Ries, aber bereits am 15. Dezember 1816 war sie zum ersten Mal als Gesangssolistin im Gewandhaus in Mozarts Requiem aufgetreten.
Aus der Ehe mit Friedrich Wieck gingen fünf Kinder hervor: Adelheid (1817–1819), Clara Josephine (1819–1896), Alwin (1821–1885), Gustav (1823–1884) und Victor (1824–1826).
Nachdem Mariane aufgrund einer Ehekrise Friedrich Wieck im Mai 1824 verlassen hatte, folgte am 22. Januar 1825 die Scheidung. Zunächst kehrte sie 1824 mit der viereinhalbjährigen Clara und dem drei Monate alten Victor zu ihren Eltern nach Plauen zurück. Nach der damaligen Rechtslage erhielt der Vater das Sorgerecht für die Kinder, so dass Clara nur bis zu ihrem fünften Lebensjahr bei ihrer Mutter bleiben konnte und ab dem 17. September 1824 wieder bei ihrem Vater Friedrich Wieck in Leipzig lebte. Dass Mariane Wieck sich von ihrem Mann scheiden ließ, was zur damaligen Zeit einen Skandal bedeutete, und das Sorgerecht für ihre Kinder schweren Herzens aufgab, zeigt, als wie belastend sie die Ehe mit Friedrich Wieck schließlich empfunden haben muss. Solange Mariane aber noch in Leipzig wohnte, konnte sie ihre Kinder regelmäßig besuchen.

### Berlin
Wenige Monate nach der Scheidung heiratete Mariane den Klavier- und Gesangspädagogen Adolph Bargiel (1783–1841), mit dem sie 1826 nach Berlin zog. In Berlin übernahm Adolph Bargiel die Leitung der von Johann Bernhard Logier gegründeten musikalischen Akademie, hier unterrichtete auch Mariane Bargiel. 1827 ist sie außerdem als Sopranistin im Mitglieder-Verzeichnis der Berliner Singakademie aufgeführt, 1829 als Solistin. Die Bargiel’sche Akademie musste jedoch 1830 geschlossen werden, da aufgrund der Cholera-Epidemie in Berlin die Schülerzahlen und somit die Einnahmen stark zurückgegangen waren. 1836 erlitt Adolph Bargiel einen Schlaganfall und starb nach langer Krankheit 1841. In dieser Zeit pflegte Mariane Bargiel ihren kranken Mann und verdiente den Familienunterhalt fortan durch ihre Tätigkeit als Klavierlehrerin. Aus der Ehe mit Adolph Bargiel gingen vier Kinder hervor: Woldemar (1828–1897), Eugen (1830–1907), Cäcilie (1832–1910) und Clementine (1835–1869).
Clara Wieck besuchte ihre Mutter Mariane erstmals 1835 in Berlin auf der Rückreise einer Konzerttournee. In den folgenden Jahren näherten sich Clara und Mariane wieder einander an (von 1826 bis 1835 hatten sie überwiegend Briefkontakt). Von Anfang Oktober 1839 bis Anfang Juni 1840 wohnte Clara Wieck aufgrund des Konfliktes mit ihrem Vater Friedrich Wieck, der die Eheschließung mit Robert Schumann mit allen Mitteln zu verhindern suchte, bei ihrer Mutter in Berlin. Mariane Bargiel begleitete Clara im November 1839 auf einer Konzertreise nach Stettin und im Februar 1840 auf einer Norddeutschlandtournee (u. a. nach Hamburg und Bremen).
Im Gegensatz zu Friedrich Wieck unterstützte Mariane Bargiel die Heiratspläne ihrer Tochter und verstand sich sehr gut mit Robert Schumann. Dieser besuchte sie im Sommer 1839 in Berlin und bat sie um ihre schriftliche Einwilligung zur Eheschließung, die sie ihm gern erteilte. 1840 übersandte Robert Schumann Mariane Bargiel zum Geburtstag eine Abschrift seines Liedes „Mondnacht“. Während ihrer Ehe mit Robert Schumann stand Clara Schumann wieder oft in brieflichem Kontakt mit ihrer Mutter, aber Mariane besuchte ihre Tochter auch mehrmals in Leipzig. Im Jahr 1854, nach Schumanns Selbstmordversuch, reiste Mariane ohne Zögern nach Düsseldorf, um Clara Schumann zu unterstützen. Im Sommer 1854 nahm Mariane zudem bis ins Jahr 1857 ihre Enkelin Julie bei sich in Berlin auf. 1867 wohnten für einige Monate ihre Enkel Ludwig und Ferdinand Schumann bei ihr.
Mariane Bargiel war in Berlin als Klavierlehrerin tätig und wirkte als Choristin und Solistin im Stern’schen Gesangverein. Sie verstarb im Alter von 74 Jahren am 10. März 1872 in Berlin.